# مرصاد بکتیچ
میرصاد بکتیچ (انگلیسی: Mirsad Bektić؛ زادهٔ ۱۶ فوریهٔ ۱۹۹۱) ورزشکار هنرهای رزمی ترکیبی اهل ایالات متحده آمریکا است. وی بین سال‌های ۲۰۱۱ تا ۲۰۲۱ میلادی فعالیت می‌کرد.